# Le Formentor
Le Formentor är ett höghus som ligger på 27 Avenue Princesse Grace i distriktet Larvotto i Monaco. Den är tillsammans med Le Schuylkill den 13:e högsta byggnaden inom furstendömet med 78 meter och 27 våningar.
Byggnaden uppfördes 1981 av JB Pastor & Fils och ägs av Groupe Pastor.
Bosnien och Herzegovina och Uruguay har sina generalkonsulat i byggnaden.